# Jaskinia pod Progiem
Jaskinia pod Progiem – jaskinia w Dolinie Małej Łąki w Tatrach Zachodnich. Wejście do niej znajduje się w masywie Wielkiej Turni i Pośredniej Małołąckiej Turni, w Skrytym Żlebie, na wysokości 1746 m n.p.m. Długość jaskini wynosi 24 metry, a jej deniwelacja 7,50 metra.

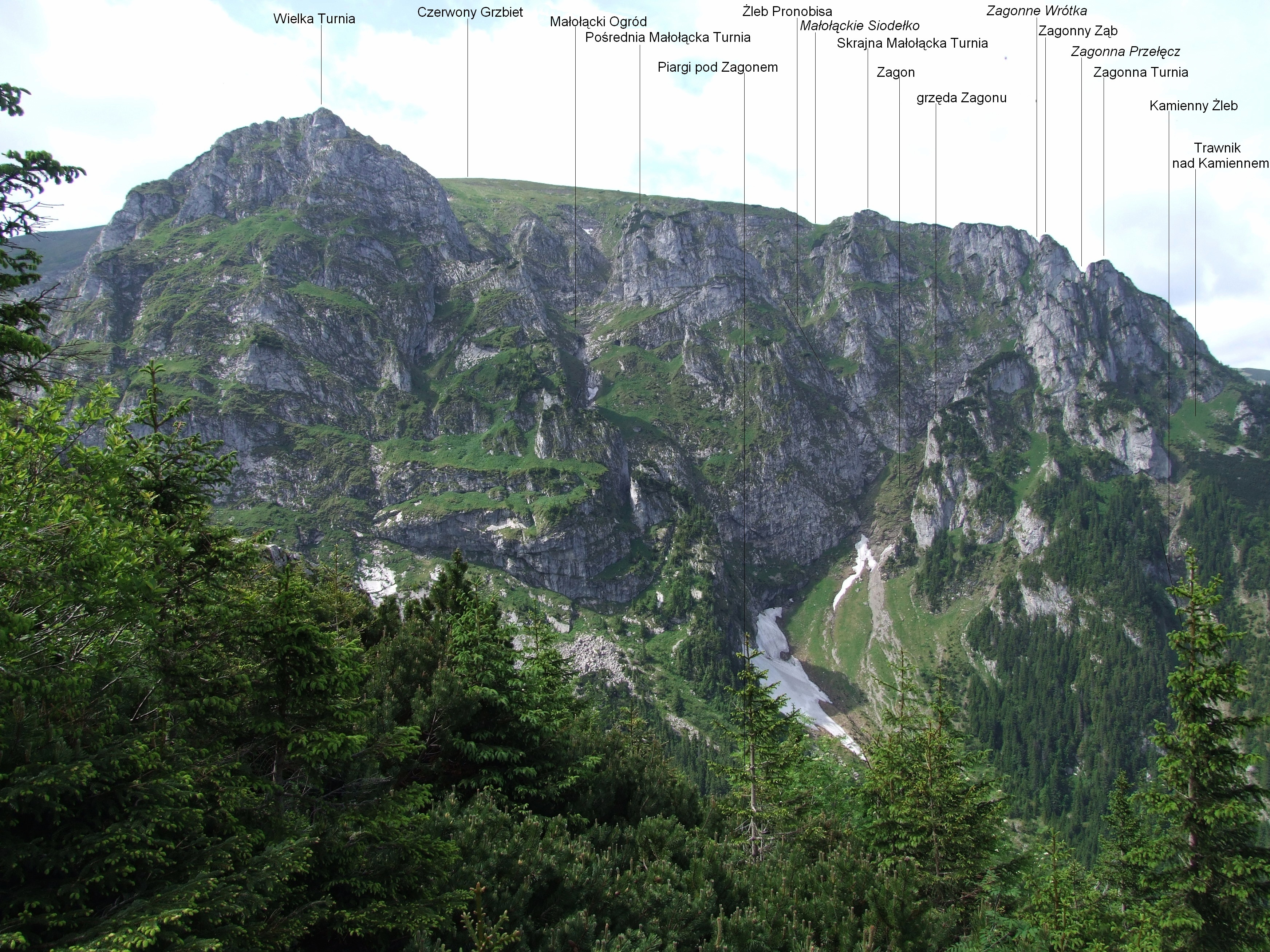
Wielka Turnia i Pośrednia Małołącka Turnia

## Opis jaskini
Jaskinię stanowi niewielka salka, położona zaraz za małym otworem wejściowym. Odchodzi z niej ciasny, idący w górę Korytarz pod Wantami, który kończy się 5-metrowym Małym Kominem.

## Przyroda
Prawie w całej salce jest widno. Brak jest w niej roślinności.

## Historia odkryć
Otwór jaskini odkrył M. Parczewski ze Speleoklubu Tatrzańskiego 10 sierpnia 1999 roku. 11 września tego roku M. Parczewski i Z. Tabaczyński odgruzowali Korytarz pod Wantami i zbadali Mały Komin.